# Carlos Riolfo Secco
Carlos Riolfo Secco (Montevideo, Uruguay, 5 de noviembre de 1905, Montevideo, Uruguay, 5 de diciembre de 1978) fue un futbolista uruguayo que jugaba de mediocampista. Participó en la selección uruguaya que se consagró campeona en el mundial de 1930.

## Trayectoria
Su primer club fue el Club Atlético Peñarol en 1925, donde se desempeñó por 6 años continuos. Luego del comienzo del profesionalismo en Uruguay, Riolfo fue traspasado a Estudiantes de La Plata, y en 1934 a Nacional.

## Selección nacional
Ha sido internacional con la selección de fútbol de Uruguay en 2 ocasiones y participó de la delegación que representó a su país en la Copa del Mundo de 1930 en Uruguay.

### Participaciones en Copas del Mundo
| Mundial                        | Sede    | Resultado | Partidos | Goles |
| ------------------------------ | ------- | --------- | -------- | ----- |
| Copa Mundial de Fútbol de 1930 | Uruguay | Campeón   | 0        | 0     |

### Participaciones en Copa América
| Eurocopa          | Sede    | Resultado     | Partidos | Goles |
| ----------------- | ------- | ------------- | -------- | ----- |
| Copa América 1929 | Uruguay | Tercer puesto | 0        | 0     |

## Clubes
| Club             | País      | Año       |
| ---------------- | --------- | --------- |
| Peñarol          | Uruguay   | 1925-1931 |
| Estudiantes (LP) | Argentina | 1932-1933 |
| Nacional         | Uruguay   | 1934-1940 |

## Palmarés

### Campeonatos nacionales
| Título              | Club     | País    | Año  |
| ------------------- | -------- | ------- | ---- |
| Campeonato Uruguayo | Peñarol  | Uruguay | 1928 |
| Campeonato Uruguayo | Peñarol  | Uruguay | 1929 |
| Campeonato Uruguayo | Nacional | Uruguay | 1934 |
| Torneo Competencia  | Nacional | Uruguay | 1934 |
| Torneo de Honor     | Nacional | Uruguay | 1935 |
| Torneo de Honor     | Nacional | Uruguay | 1938 |

### Copas internacionales
| Título                 | Club                 | País    | Año  |
| ---------------------- | -------------------- | ------- | ---- |
| Copa Aldao             | Peñarol              | Uruguay | 1928 |
| Copa Mundial de Fútbol | Selección de Uruguay | Uruguay | 1930 |